# Incahuasi (Cañete)
Pour les articles homonymes, voir Incahuasi.
Incahuasi, ou Incawasi,, ("maison de l'Inca" du Quechua "inka" = inca et de "wasi" =  maison) est un site archéologique péruvien situé dans le département de Lima, province de Cañete, district de Lunahuaná, à 30 km à l'est de San Vicente de Cañete.

## Histoire
Au début du XVe siècle, l'Inca Pachacutec (1438-1471) a commencé une série de campagnes militaires qui allait transformer la petite province (curacazgo) autour de Cuzco en un formidable empire qui couvrirait une grande partie des actuels Chili, Pérou, Bolivie et Équateur en un peu plus de 100 ans. Au milieu du siècle, Pachacutec, se consacre à la consolidation du gouvernement impérial et à l'embellissement de sa capitale. Vers 1463, il confie donc la direction des opérations de conquête vers le nord et le sud à son propre fils et successeur, Tupac Yupanqui.
Parmi les peuples annexés à l'empire, peuples que les incas appelaient "nations", aurait figuré les Huarco (ou Guarco) qui dominaient un territoire qui s'étendait le long de la vallée de Cañete. 
Leur résistance à l'avancée des incas aurait été si forte que Tupac Yupanqui décida de construire un centre militaire et administratif pour de base pour la conquête militaire de la vallée et plus tard, de la côte qui était sous la domination de deux autres nations, les Rímac et les Chincha.
Ce centre, c'est Incahuasi ou "Casa del Inca", située dans la vallée de Cañete, près de la ville de Lunahuaná. C'est la cité la plus importante et la plus stratégique construite par les Incas dans la région.
Incahuasi a été construit dans un endroit précédemment occupé par les cultures Chavín et Huari (dont de nombreux vestiges et éléments de construction ont été trouvés sur les lieux), sur un petit plateau dominant la vallée de Cañete.
C'est à partir de cette base que les incas menèrent la conquête du territoire des Huaco. On pense que de cette guerre vient le nom de la région de Lunahuaná ("rune" pour « être humain ou peuple » et "wanak" pour « châtiment ou punition ») ou "lieu des personnes punies". En effet, après avoir réduit la dernière forteresse des hucao, l'Inca a ordonné que tous les prisonniers soient exécutés et leurs corps pendus aux murs. 

## Description
Selon la légende, la ville constituerait un petit Cuzco, car elle aurait été réalisée à l'image et à la ressemblance de la capitale de l'empire par décision de l'Inca Tupac Yupanqui, pendant la longue guerre qu'il a menée contre les Huarcos.
A Incahuasi, la distribution quadripartite (en quatre suyus ou régions) de l'empire a aussi été reproduite.
La ville était divisée en deux. Dans la partie basse se trouvaient la caserne et une forteresse défensive et dans la partie supérieure, les greniers et entrepôts, le quartier résidentiel et le palais de l'Inca. De l'autre côté d'une colline, se trouvait l'Acllahuasi (le palais des vierges choisies) où vivaient les femmes vouées au culte d'Inti le dieu Soleil, ainsi que deux cimetières, un pour la noblesse et un pour le peuple.

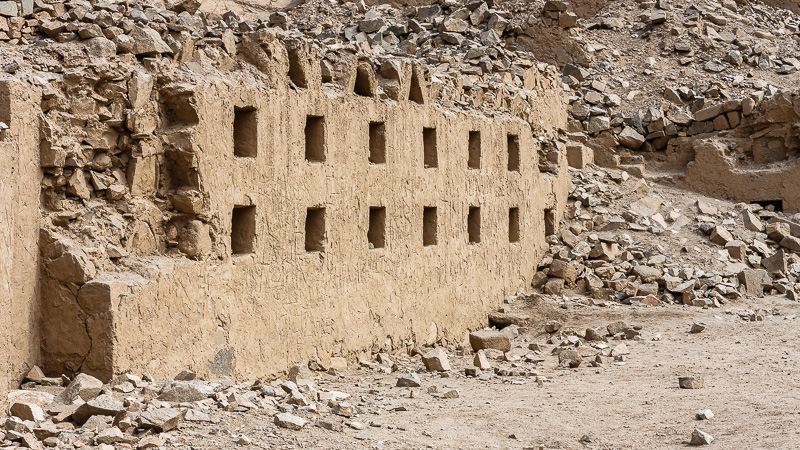
Mur avec niches.